# 충주 억정사지 대지국사탑비
충주 억정사지 대지국사탑비(忠州 億政寺址 大智國師塔碑)는 충청북도 충주시 엄정면 억정사지에 있는 조선시대의 석비이다. 1963년 1월 21일 대한민국의 보물 제16호로 지정되었다.

## 개요
억정사지(億政寺址)에 전해오는 비(碑)로, 고려의 승려인 대지국사의 공적을 기리기 위해 세운 것이다. 직사각형의 비받침 위에, 비문을 새긴 몸돌이 올려진 단순한 형태로, 몸돌 윗쪽의 양 끝을 사선으로 잘라냈을 뿐 다른 꾸밈은 없다. 비몸돌의 네 면에는 해서체로 비문이 새겨져 있다. 이 비는 고려말에서 조선초에 걸친 과도기적 작품으로, 조형상으로는 간략한 형식이다.
비문에는 대지국사가 고려 충숙왕 15년(1328)에 태어나 14세에 출가하고 공양왕 2년(1390) 입적할 때까지의 행적을 기록하고, 대사의 인품과 학력을 기리는 내용이 실려 있다. 비문은 박의중이 짓고, 승려인 선진이 글씨를 썼으며, 혜공이 새겼다. 힘차고 굳센 필체로 짜임도 우수하다.

## 갤러리

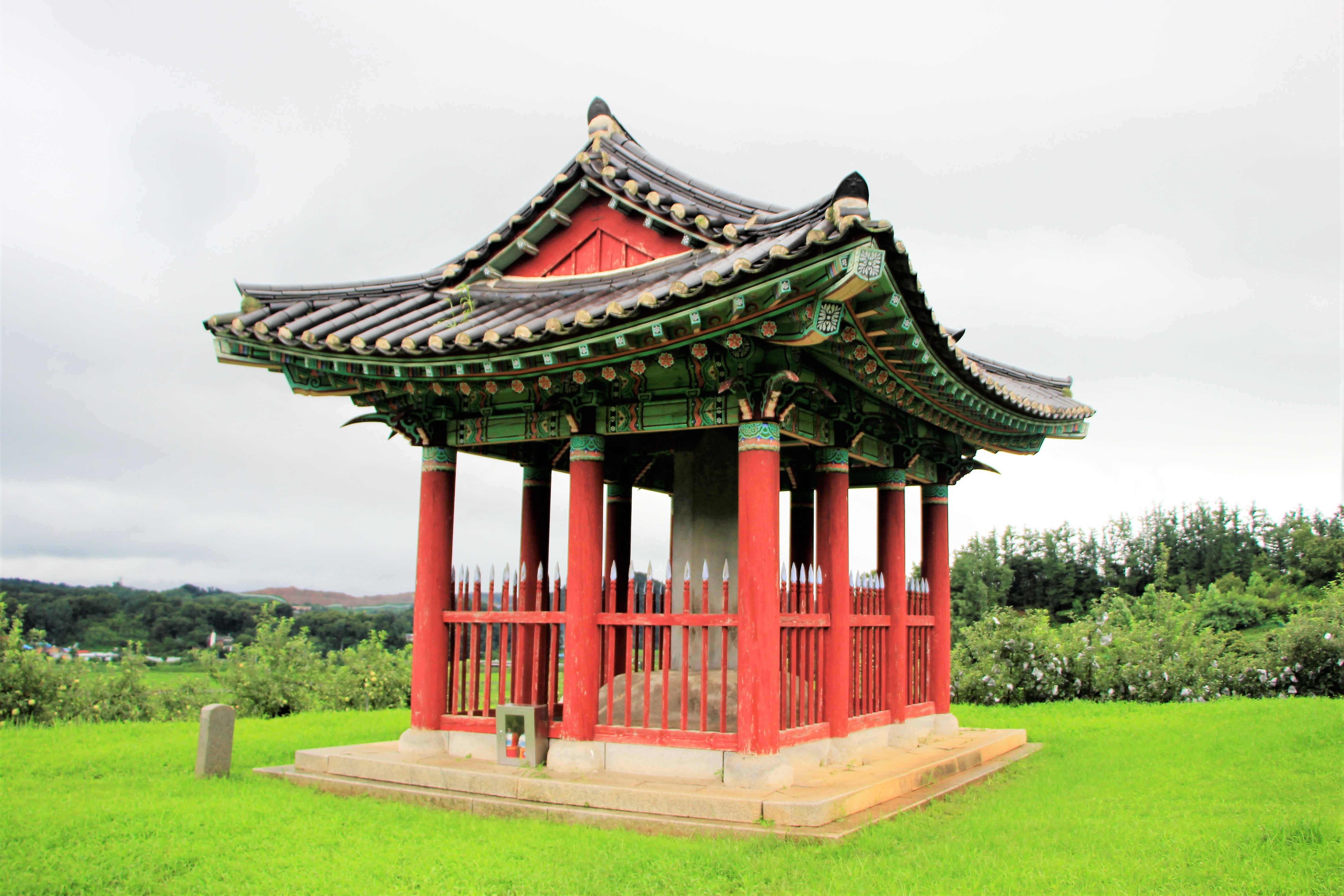
충주 억정사지 대지국사탑비의 비각.
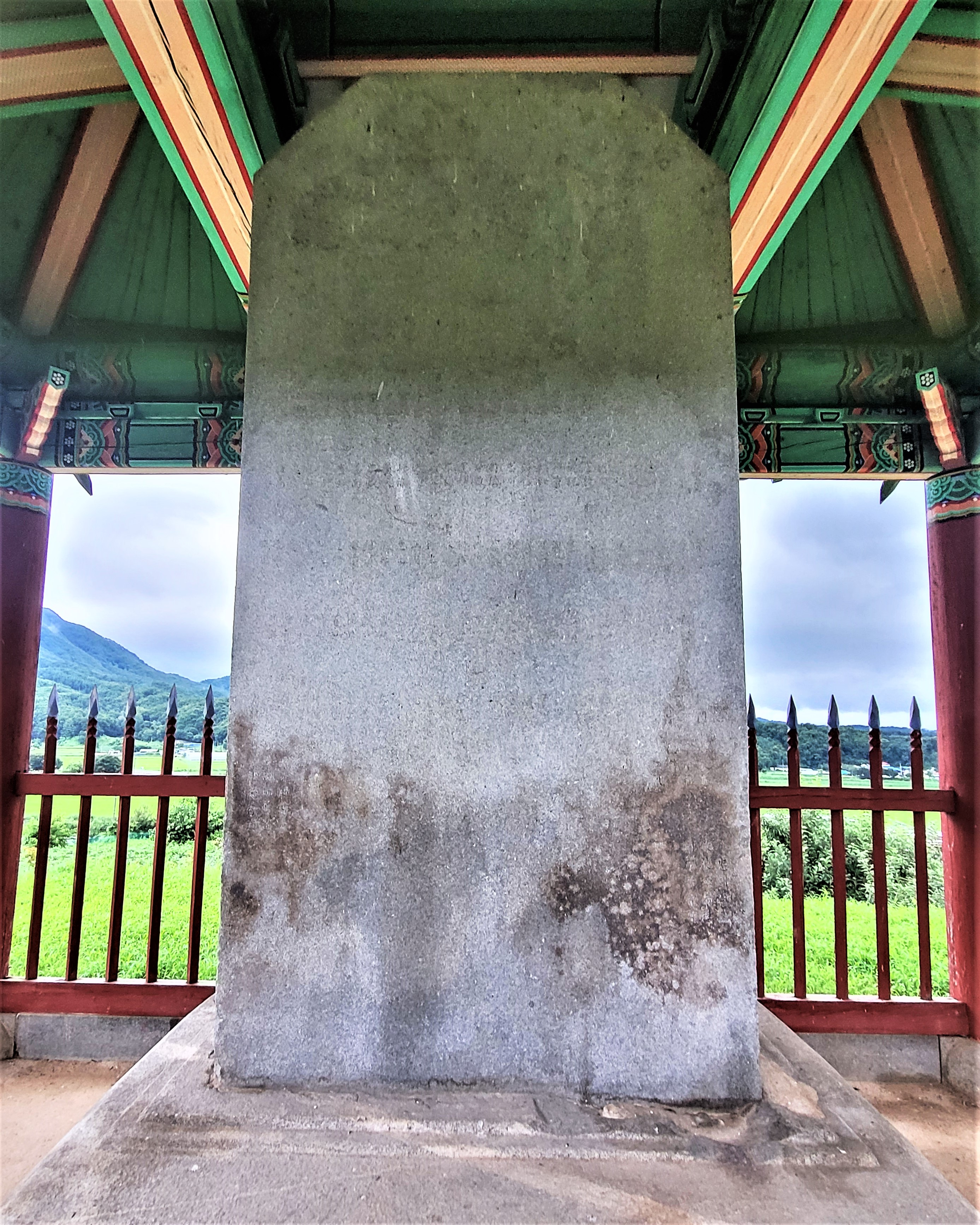
충주 억정사지 대지국사탑비의 후면.

## 같이 보기
- 충주 억정사지

## 참고 자료
- 충주 억정사지 대지국사탑비 - 국가유산청 국가유산포털